# Gudrun Münster

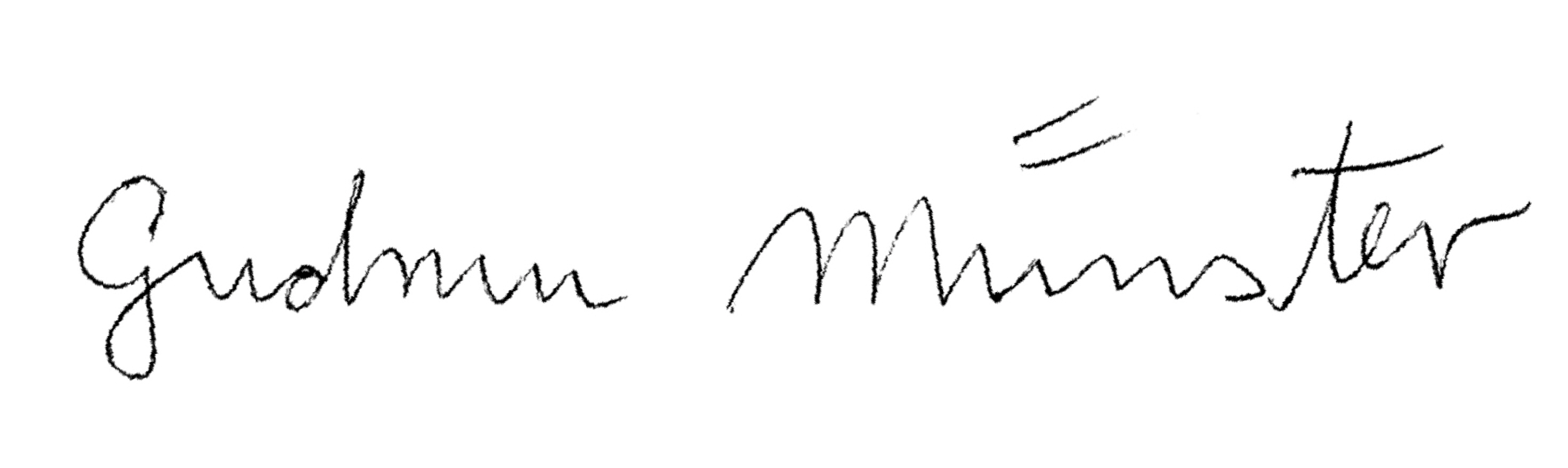
Signatur von Gudrun Münster

Gudrun Münster (* 30. Januar 1928 in Uetersen) ist eine niederdeutsche Dichterin und Schriftstellerin.

## Leben
Sie wurde in Uetersen geboren und besuchte die dortige Volksschule, bis sie 1938 zu Mittelschule wechselte. Von 1940 bis 1946 besuchte sie das Ludwig-Meyn-Gymnasium und arbeitete später in der Landwirtschaft. Mit 15 Jahren machte sie ihr Pflichtjahr in der eigenen Familie wegen Erkrankung ihrer Mutter und arbeitete zeitweise in der freien Wirtschaft und bei verschiedenen Behörden. Schon früh zeigte sich bei ihr das schriftstellerische Talent. Die Erlebnisse in der Landwirtschaft, deren Menschen, Sitten und Gebräuche veranlassten sie neben niederdeutsch auch hochdeutsch zu schreiben. Später wurde der Rundfunk auf sie aufmerksam und sendete ihre Autorenlesungen und Hörspiele. Es folgten Lesungen in Schleswig-Holstein, Hamburg und Niedersachsen, heute lebt sie als freie Schriftstellerin in Uetersen.

## Auszeichnungen und Ehrungen
- 1970 Freudenthal-Preis der Freudenthal-Gesellschaft für plattdeutsche Dichtungen in Niedersachsen
- 1972 Stipendium und Friedrich-Hebbel-Preis der Friedrich-Hebbel-Stiftung für „künstlerisches Schaffen in niederdeutscher Kultur“

## Werke (Auswahl)
- De letz Kaat an'n Diek Jahrbuch für den Kreis Pinneberg (1969)
- Unner de Wega (Gedichte) (Heimatbund Rotenburg/Wümme 1971)
- Nöt sammeln  (Quickborn-Verlag 1973)
- Am kleinen Fluss (hochdeutsch) Jahrbuch für den Kreis Pinneberg (1974)
- Vun'n Lannen na de Stadt (Husum Druck- und Verlagsgesellschaft, Husum 1977)
- Becka, Anni un ick (Jung Verlag, Kiel 1983)
- Land, dein Lied  (Westholsteinische Verlagsanstalt Boyens 1987)
- Wiehnachtsmann sien Huus (Husum Druck- und Verlagsgesellschaft, Husum 1980 und 1984)
- Up de Wind-les-Schalmei (Husum Druck- und Verlagsgesellschaft, Husum 2006)

Hörspiele (Auswahl):
- Üm Gott sien Gaav. NDR 25. März 1961.
- Glückstadt. RB 29. Juli 1978.
- Na günt Sied. NDR 18. Januar 1980.
- Bishorst. RB 9. Mai 1981.
- In de Ahuser Möhl. - RB 26. Januar 1991.

Monographien in Hochdeutsch (Auswahl)
- Land, dein Lied (Impressionen aus Schleswig-Holstein) (1987)

Gedichte (Auswahl)
- Kammeln in: Jahrbuch für den Kreis Pinneberg (1972)

Weitere Schriften über Gudrun Münster:
- Gudrun Münster in: Preisträger 1978
- Günter Harte: Gudrun Münster-Auf stillen Wegen. (1978)
- Anna Stüssi: Münster, Gudrun (1999)
- Diebner, B. J.: Gudrun Münster 70 Johr (1998)